# Surfrider Foundation
 (août 2015).
Si vous disposez d'ouvrages ou d'articles de référence ou si vous connaissez des sites web de qualité traitant du thème abordé ici, merci de compléter l'article en donnant les références utiles à sa vérifiabilité et en les liant à la section « Notes et références ».
Surfrider Foundation est une association mondiale à but non lucratif, chargée de la protection et de la mise en valeur des lacs, des rivières, de l'océan, des vagues et du littoral.
Cette association a été créée en 1984 aux États-Unis, par un groupe de surfeurs.
Elle regroupe aujourd'hui plus de 60 000 adhérents à travers le monde. Elle rassemble parmi ses membres des personnes passionnées des océans et soucieux de l'environnement. Les usagers de la mer. L'association a servi de modèle pour créer des antennes locales dans le monde entier : Surfrider Foundation Europe, Surfrider Foundation Brazil, Surfrider Foundation Japan, Surfrider Foundation Australia, Surfrider Foundation Maroc.

## Objectifs
Les objectifs principaux de Surfrider Foundation sont de :
- lutter contre la pollution des océans : marées noires, rejets illicites d'hydrocarbures, déchets flottants, pollutions bactériologiques etc. ;
- informer le public en ce qui concerne la qualité des eaux, les législations et les risques réels en cas de pollution ;
- faire prendre conscience de l'ampleur de la pollution et faire comprendre dès aujourd'hui les enjeux de la protection de l'océan.

## Moyen d'action
- Pôle scientifique :
  - Analyse par ses propres laboratoires de la qualité de l'eau
  - Lutte contre l'artificialisation du littoral (programme Gardiens de la côte)
- Pôle juridique :
  - Instruire les dossiers jusqu'au procès (si nécessaire)
  - Rendre justice (principe du pollueur-payeur et, en France, respect de la loi littoral)
- Pôle éducatif :
  - Sensibilisation par le développement d'outils pédagogiques, d'expositions
  - Formation professionnelle et grand nettoyage de plage.